# Jacques Higelin

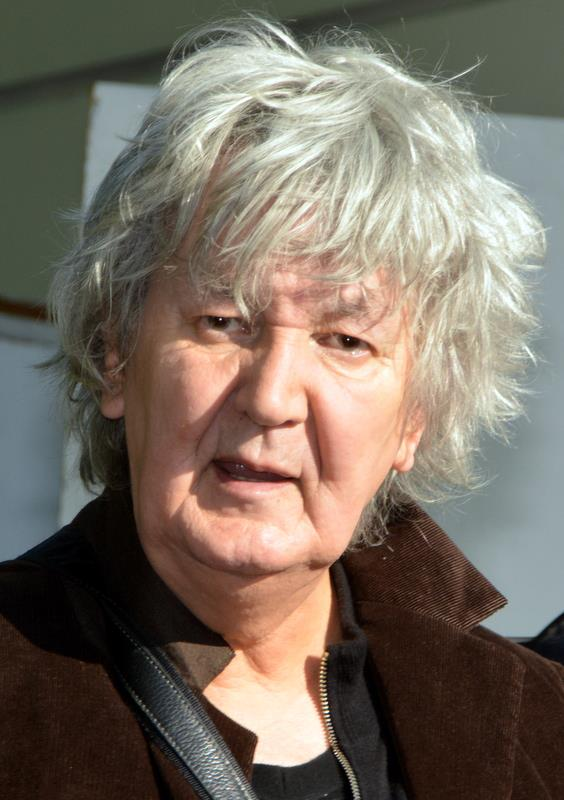
Jacques Higelin (2013)

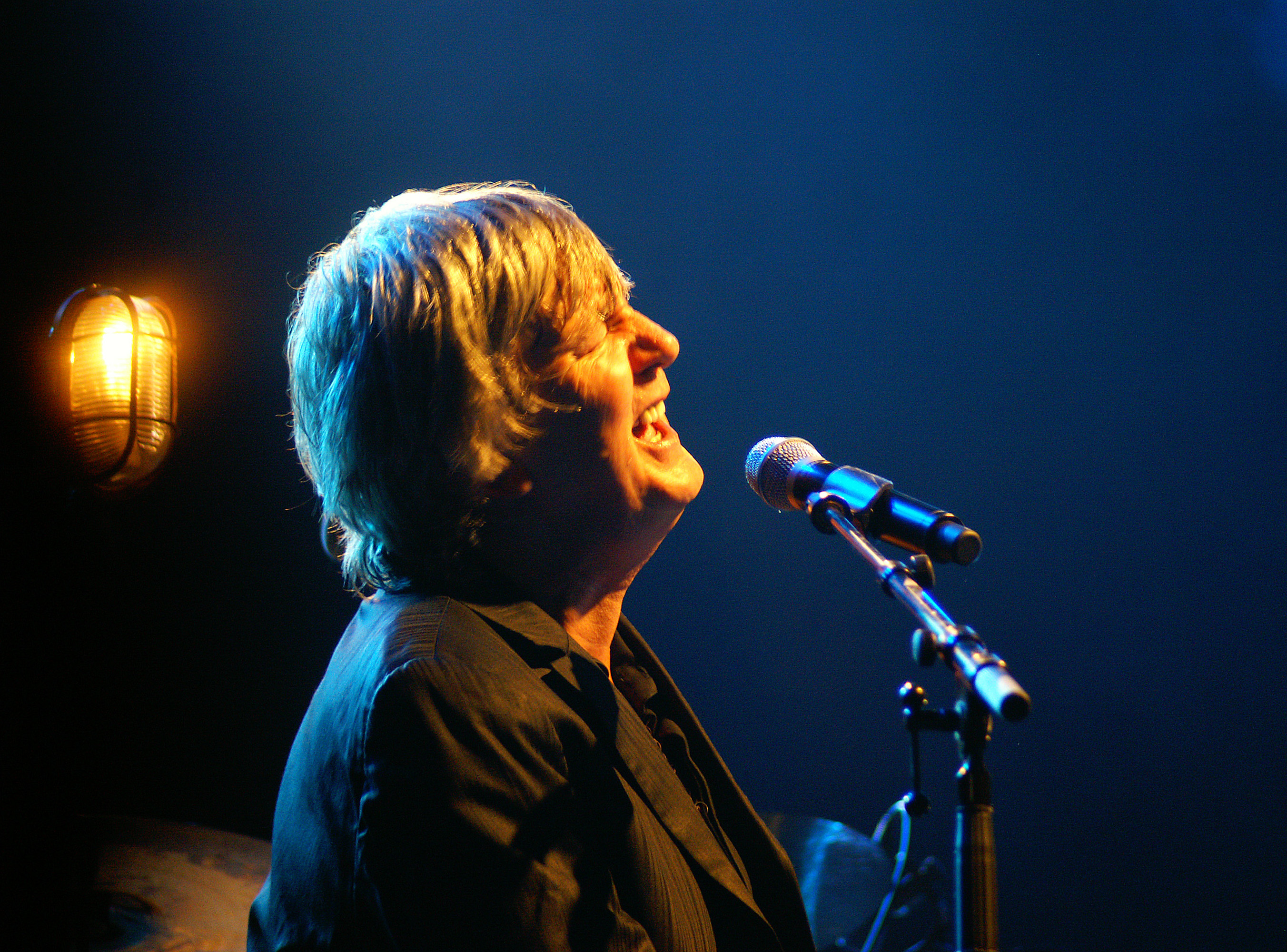
Jacques Higelin (2007)

Jacques Joseph Victor Higelin (* 18. Oktober 1940 in Brou-sur-Chantereine, Département Seine-et-Marne; † 6. April 2018 in Paris) war ein französischer Sänger, Komponist, Film- und Theaterschauspieler und Autor. Seine Lieder sind vom Chanson, Hot Jazz, Blues, Rock ’n’ Roll, Reggae, Funk, New Wave sowie von der arabischen Musik beeinflusst und weisen teilweise experimentelle und theatrale Aspekte auf. Er sang in französischer sowie gelegentlich in englischer Sprache und arbeitete u. a. mit Areski Belkacem, Brigitte Fontaine, dem Art Ensemble of Chicago und Youssou N’Dour zusammen.

## Leben
Erste musikalische Einflüsse waren das Pianospiel seines Vaters, populäre Chansonniers wie Maurice Chevalier und Charles Trenet sowie der Jazz der Nachkriegszeit. Bereits in seiner Jugend trat Higelin mit Gesangseinlagen im Kino (als Pausenunterhaltung), bei Debütantenwettbewerben im Radio und in Musicals auf. Henri Crolla unterrichtete ihn an der Gitarre, darüber hinaus lernte Higelin Piano und Klarinette. Anfang der 1960er nahm er an der privaten Schauspielschule Cours Simon Unterricht.
Während seines Wehrdienstes war er 1961 in der BRD und Algerien stationiert und lernte den Musiker Areski Belkacem kennen. Zurück in Paris arbeitete Higelin schon bald wieder für Film und Theater, begann mit café-théâtre-Auftritten. Ende 1964 trat er mit dem Schauspieler Rufus und Brigitte Fontaine in der Show Mélancaustique auf. Mit den beiden schrieb und spielte er das Theaterstück Maman j’ai peur ou Est-ce que les veaux font des manières? (1967). Mit Brigitte Fontaine veröffentlichte er zwei Alben mit Chansons von Boris Vian (1965, 1968). 1969 nahm er mit Areski Belkacem ein erstes Album eigener Songs auf. In dieser Zeit spielte Higelin überdies mit Areski und Fontaine das Stück Niok am Petit Théâtre du Lucernaire.
1971 veröffentlichte er sein erstes Soloalbum Jacques “Crabouif” Higelin – eine Mischung aus experimentellem Chanson, Blues und arabischen Einflüssen. Mit BBH 75 wandte er sich stärker der Rock- und Funkmusik zu. Die von Swing, Jazz und Boogie beeinflussten Alben Champagne pour tout le monde und Caviar pour les autres (1979) nahm er zum Teil in New Orleans auf.
Zur Feier von François Mitterrands Wahlerfolg (1981) gab Higelin mit der Band Téléphone ein Konzert auf dem Place de la République in Paris. Seine Show Jacques Joseph Victor dort (1982), die aus Konzert- und Theaterelementen bestand, spielte er u. a. acht Wochen lang am Cirque d’Hiver und zur Fête de la Musique in Paris. Mit dem Israel Philharmonic Orchestra nahm er 1984 Prokofjews musikalisches Märchen Peter und der Wolf (Pierre et le loup – Le carnaval des animaux) auf. Sein Album Tombé du ciel (1988) verkaufte sich über 300.000 Mal und gewann den Grand Prix du Disque de la Chanson Française der Académie Charles-Cros. 2005 veröffentlichte er ein Album mit 18 Chansons von Charles Trenet. Im November 2007 erhielt Higelin den italienischen Liedermacherpreis Premio Tenco.

## Sonstiges
Jacques Higelin ist der Vater des Schauspielers Kên Higelin, der Sängerin und Schauspielerin Izïa Higelin und des Sängers Arthur H.
Unter dem Titel Lettres d’amour d’un soldat de 20 ans erschien 1987 eine Zusammenstellung von Liebesbriefen, die er während seines Wehrdienstes in Deutschland und Algerien an eine Frau in Paris schrieb.

## Diskografie (Auswahl)
- 1965: Douze Chansons d’avant le déluge (mit Brigitte Fontaine)
- 1965: Quinze chansons d’avant le déluge (mit Brigitte Fontaine)
- 1969: Higelin et Areski (mit Areski Belkacem)
- 1971: Jacques “Crabouif” Higelin (mit seinem Sohn Arthur)
- 1974: BBH 75
- 1975: Irradié
- 1976: Alertez les bébés!
- 1978: No Man’s Land
- 1979: Champagne pour tout le monde
- 1979: Caviar pour les autres
- 1980: La Bande du Rex
- 1982: Higelin ’82
- 1985: Aï
- 1988: Tombé du ciel
- 1991: Illicite
- 1994: Aux héros de la voltige
- 1998: Paradis païen
- 2006: Amor Doloroso
- 2010: Coup de foudre
- 2013: Beau Repaire
- 2016: Higelin 75

## Auszeichnungen für Musikverkäufe
| Goldene Schallplatte - Frankreich - 1980: für das Album Alertez Les Bébés - 1980: für das Album Caviar Pour Les Autres - 1980: für das Album Champagne Pour Tout Le Monde - 1980: für das Album No Man’s Land - 1981: für das Album B.B.H. 75 - 1983: für das Album Higelin 82 - 1984: für das Album Casino De Paris - 1985: für das Album Aï - 1992: für das Album Illicite - 1994: für das Album Aux Héros De La Voltige - 2006: für das Album Amor Doloroso - 2007: für das Videoalbum Higelin En Plein Bataclan (live 2007) - 2010: für das Album Coup De Foudre - 2013: für das Album Beau Repaire | Platin-Schallplatte - Frankreich - 1991: für das Album Tombé Du Ciel |

| Land/RegionAuszeichnungen für Musikverkäufe (Land/Region, Auszeichnungen, Verkäufe, Quellen) | Gold       | Platin  | Verkäufe  | Quellen                     |
| -------------------------------------------------------------------------------------------- | ---------- | ------- | --------- | --------------------------- |
| Frankreich (SNEP)                                                                            | 14× Gold14 | Platin1 | 1.485.000 | infodisc.fr snepmusique.com |
| Insgesamt                                                                                    | 14× Gold14 | Platin1 |           |                             |

## Filmografie (Auswahl)
- 1959: Nathalie spielt Geheimagentin (Nathalie, agent secret) – Regie: Henri Decoin
- 1965: An einem heißen Sommermorgen (Par un beau matin d'été) – Regie: Jacques Deray
- 1968: Erotissimo
- 1970: Wir werden nicht mehr in den Wald gehen (Nous n’irons plus au bois) – Regie: Georges Dumoulin
- 1972: Das Jahr Null Eins (L’an 01) – Regie: Jacques Doillon, Alain Resnais und Jean Rouch
- 1973: Durch Paris mit Ach und Krach (Elle court, elle court la banlieue)
- 1977: Ein anderer Mann, eine andere Frau (Un autre homme, une autre chance)
- 1993: Ein Mann am Meer (Un homme à la mer) – Regie: Jacques Doillon
- 2001: Das Geheimnis der Frösche (La prophétie des grenouilles)
- 2013: Jappeloup – Eine Legende (Jappeloup)